# 臺灣新竹地方檢察署
臺灣新竹地方檢察署，簡稱新竹地檢署或竹檢。

## 沿革
臺灣日治時期由日本人引進西方法制，臺灣總督府於1896年（明治29年）5月1日發佈《臺灣總督府法院條例》，規定掌理民、刑事審判，採三級三審制，設有一高等法院、一覆審法院及十五地方法院，各法院除設置判官外，同時設置檢察官，並無獨立之檢察機關之設置，判官與檢察官均由臺灣總督任用。1898年，改採二級二審制，廢除高等法院，僅置三地方法院（臺北、臺中、臺南，地方法院之下另置「出張所」）及一覆審法院。1898年即已設有「臺北地方法院新竹出張所」，1899年設「臺北地方法院新竹出張所檢察局」，此即新竹地檢署之前身，換言之，在1899年以前，新竹地區並無獨立之檢察局設置。1919年，採取二級三審制，再次設立高等法院，雖廢除覆審法院，但在高等法院設置「上告部」及「覆審部」，地方法院仍僅設於臺北、臺中及臺南，將地方法院出張所改為「地方法院支部」，最初僅設置在宜蘭、新竹、嘉義。1920年設「臺北地方法院新竹支部檢察局」，管轄一市八郡，辦公地點即在現址，1937年改制為臺灣新竹地方法院檢察局，管轄當時之新竹州（即目前之新竹縣、新竹市、桃園市及苗栗縣四個縣市），在新竹地區與新竹州廳並稱為兩大機關。
中華民國國民政府代表同盟國接管臺灣後將「臺灣新竹地方法院檢察局」改稱「臺灣新竹地方法院檢察處」，管轄區域未變更。1968年為苗栗地區居民訴訟方便，乃於苗栗縣設置檢察官辦公室，再因桃園地區工商業發達，人口集中，為求便民而於1973年6月成立臺灣桃園地方法院檢察處以管轄桃園縣。1980年7月1日，院檢始分隸。1989年12月24日《法院組織法》修正，改名「臺灣新竹地方法院檢察署」，機關首長首席檢察官亦同時改稱為檢察長。1997年1月9日臺灣苗栗地方法院檢察署成立，轄區劃出。2015年2月9日搬遷至新竹縣竹北市現址。
2018年2月8日，全國檢察署正式去掉「法院」二字，直接命名地方檢察署。

## 管轄區域
| 縣/市  | 區域                                                                                       | 備註                                                     | 區劃                 |
| 管轄   | 管轄                                                                                       | 管轄                                                     | 管轄                 |
| ------ | ------------------------------------------------------------------------------------------ | -------------------------------------------------------- | -------------------- |
| 新竹市 | 北區 東區 香山區                                                                           | 面積1531.6895平方公里，至2018年4月底止人口總數為995820人 | 新竹市、縣行政區地圖 |
| 新竹縣 | 竹北市 關西鎮 新埔鎮 竹東鎮 新豐鄉 湖口鄉 北埔鄉 寶山鄉 峨眉鄉 芎林鄉 橫山鄉 五峰鄉 尖石鄉 | 面積1531.6895平方公里，至2018年4月底止人口總數為995820人 | 新竹市、縣行政區地圖 |

## 機關組織

### 本署
- 檢察長
- 檢察官室主任檢察官室
- 檢察事務官室
- 法醫室
- 書記處
  - 紀錄科
    - 資料室

  - 執行科
  - 文書科
    - 檔案室

  - 研究考核科
    - 服務中心

  - 總務科
    - 贓物庫

  - 法警室
- 觀護人室
- 人事室
- 會計室
- 統計室
- 政風室
- 資訊室

## 外部連結
- 臺灣新竹地方檢察署 （页面存档备份，存于）